# Aspire Tower
Aspire Tower — здание высотой 300 метров, расположенное в спортивном комплексе Доха Спортс Сити в городе Доха, столице Катара. По состоянию на 2015 год является высочайшим сооружением города и страны, 90-м по высоте в Азии и 119-м по высоте в мире. Aspire Tower представляет собой гиперболоидную конструкцию из стали, формой напоминающую факел.
Башня стала одним из символов XV Азиатских игр, прошедших в Катаре в декабре 2006 года. Aspire Tower стала самым высоким в истории местом расположения Олимпийского огня, который во время проведения игр был виден практически из любой точки города.
Внутренняя отделка Aspire Tower завершена в ноябре 2007 года. В башне размещены разнообразные предприятия сферы услуг и развлечений, включая пятизвёздочный отель, музей спорта и бассейн, расположенный на высоте 80 метров. Строительство Aspire Tower обошлось в 175 млн $.